# Gulbene
Gulbene (németül: Schwanenburg, észtül: Kulna) város Lettország északkeleti részén. A város lett neve az eredeti német elnevezésből származik, a lett gulbis és a német Schwan szavak ugyanis egyaránt hattyút jelentenek.

## Fekvése
A város Vidzeme keleti részén, a vidzemei és az alūksnei felföldek közötti dombvidéken, a Kristalīce folyó partján terül el. Rigától 160 km-re keletre fekszik, közúton 180 km, vasúton 210 km távolságra.

## Gazdaság
Gulbene fontos vasúti és közúti csomópont. Az orosz tranzitforgalom jelentős része a városon halad át.
Jelentős a város idegenforgalma is. Gulbene és Alūksne között közlekedik Lettország egyetlen megmaradt keskenynyomtávú múzeumvasútja.

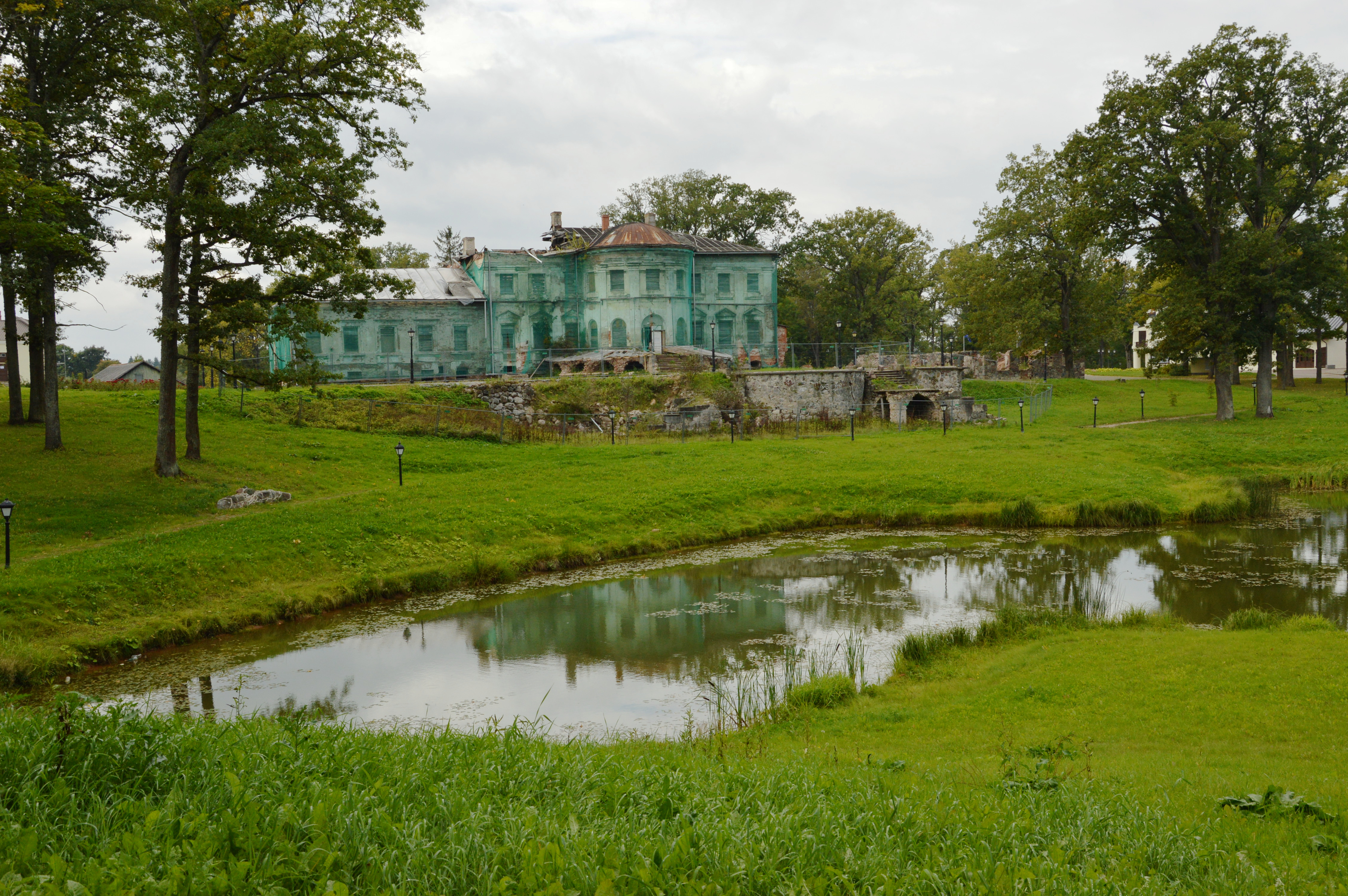
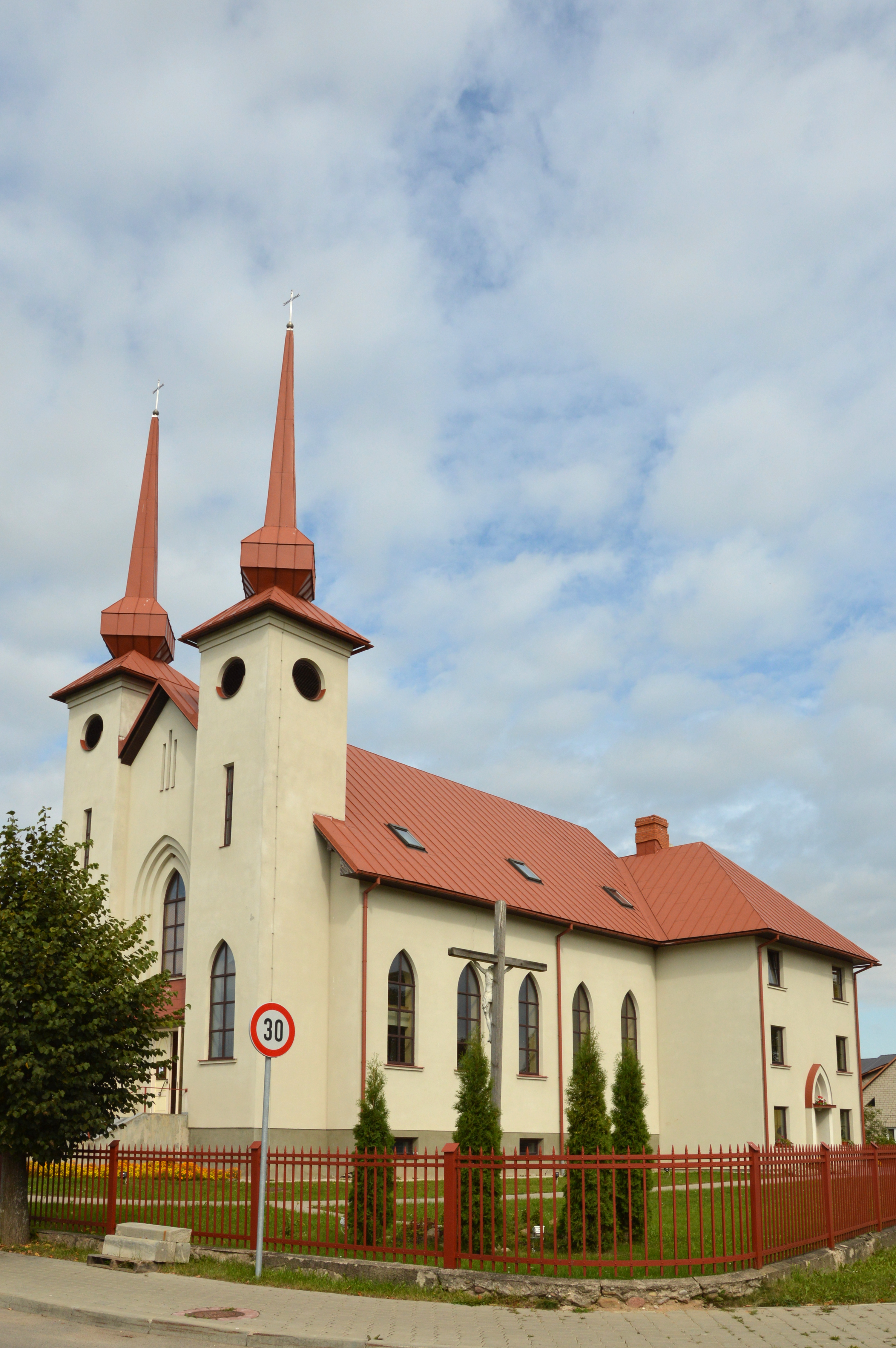
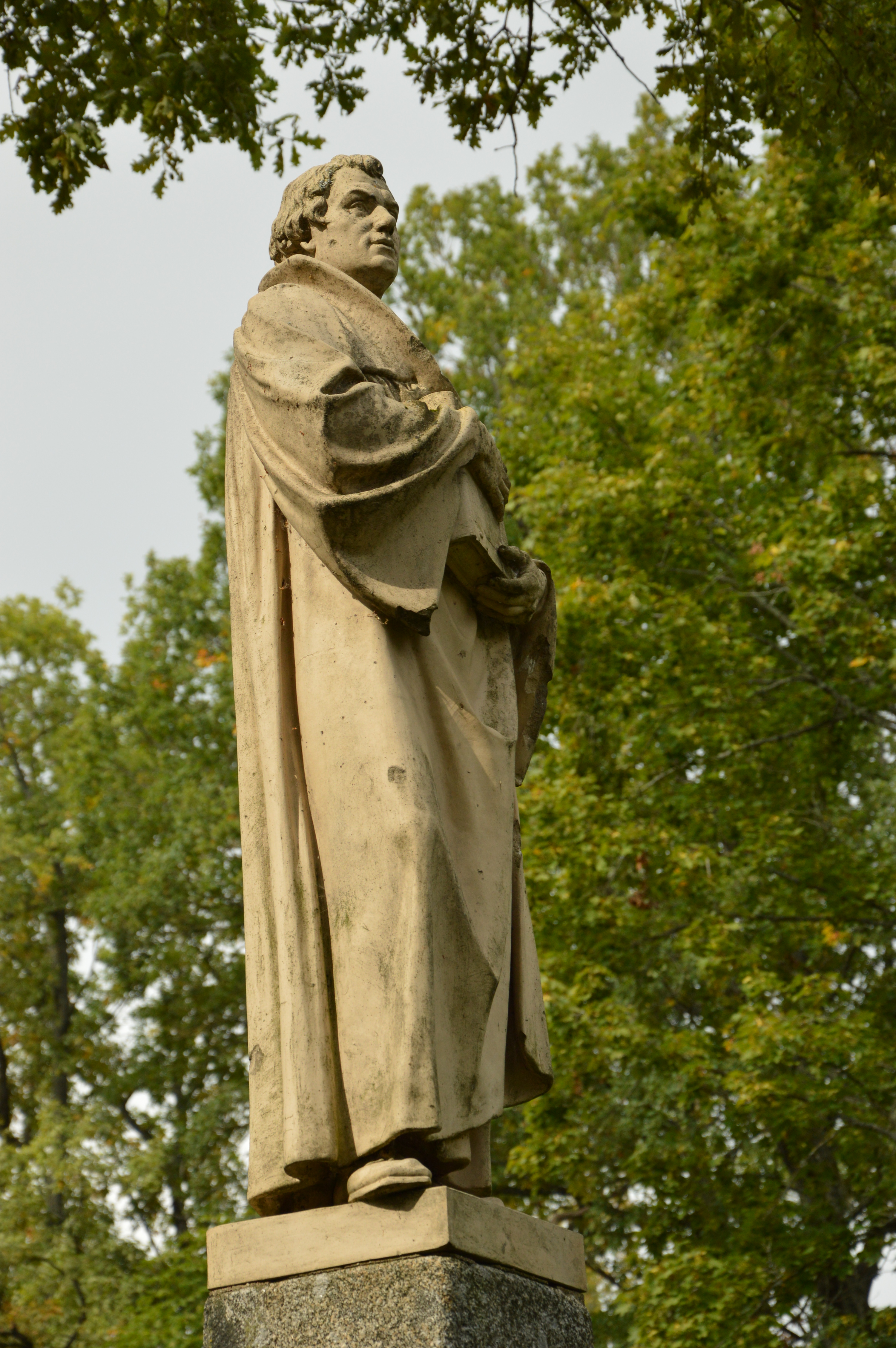
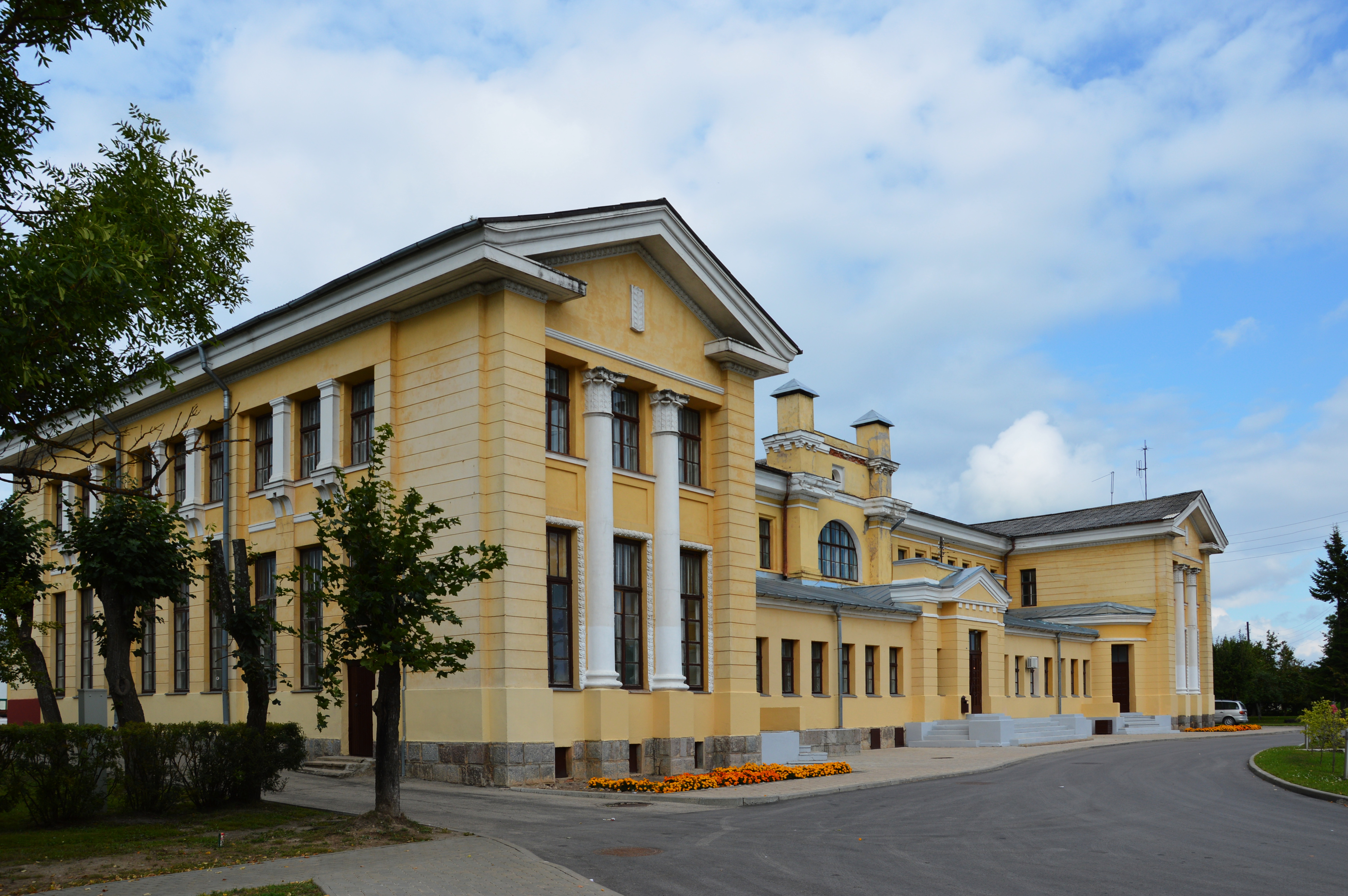
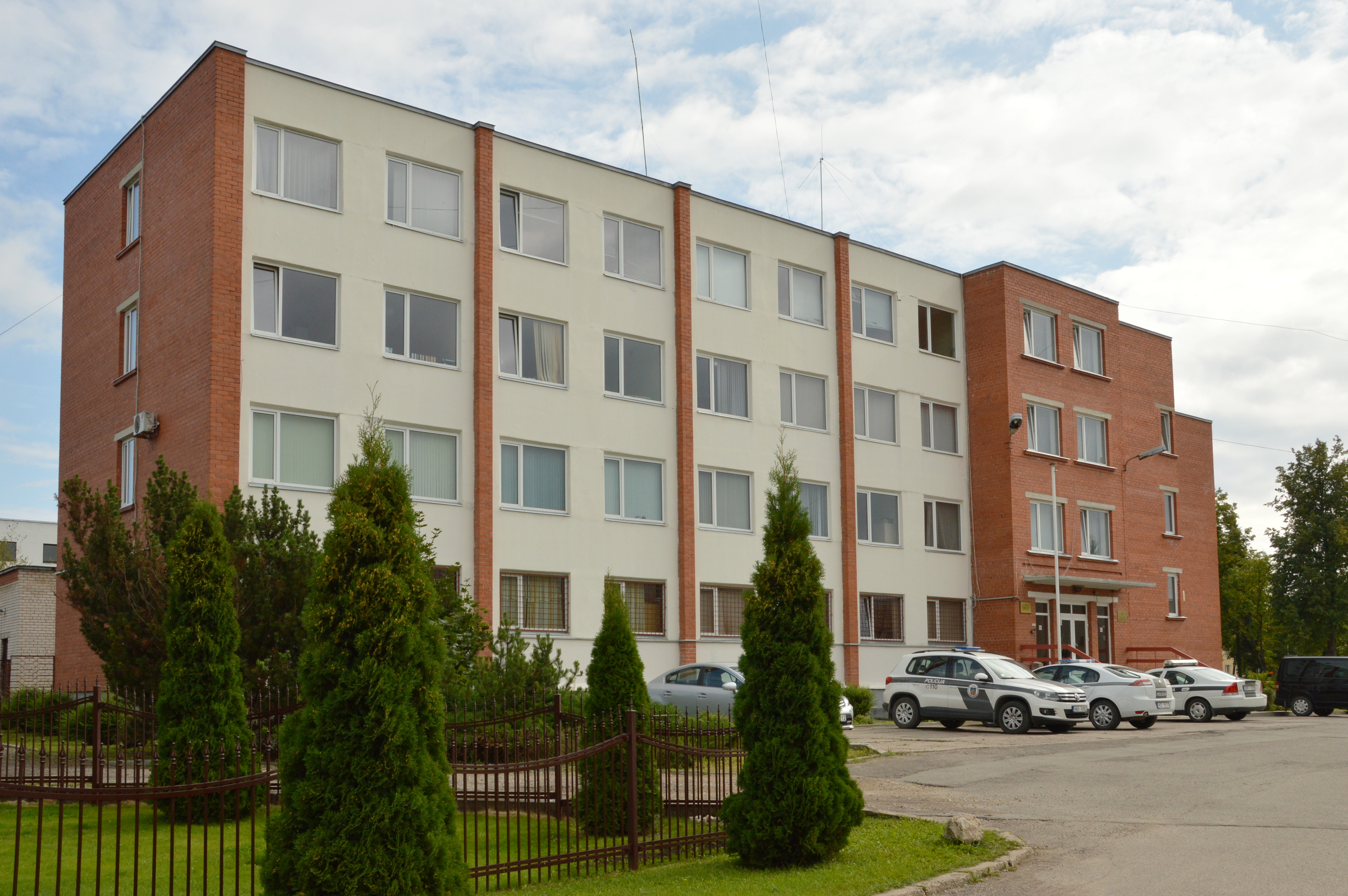
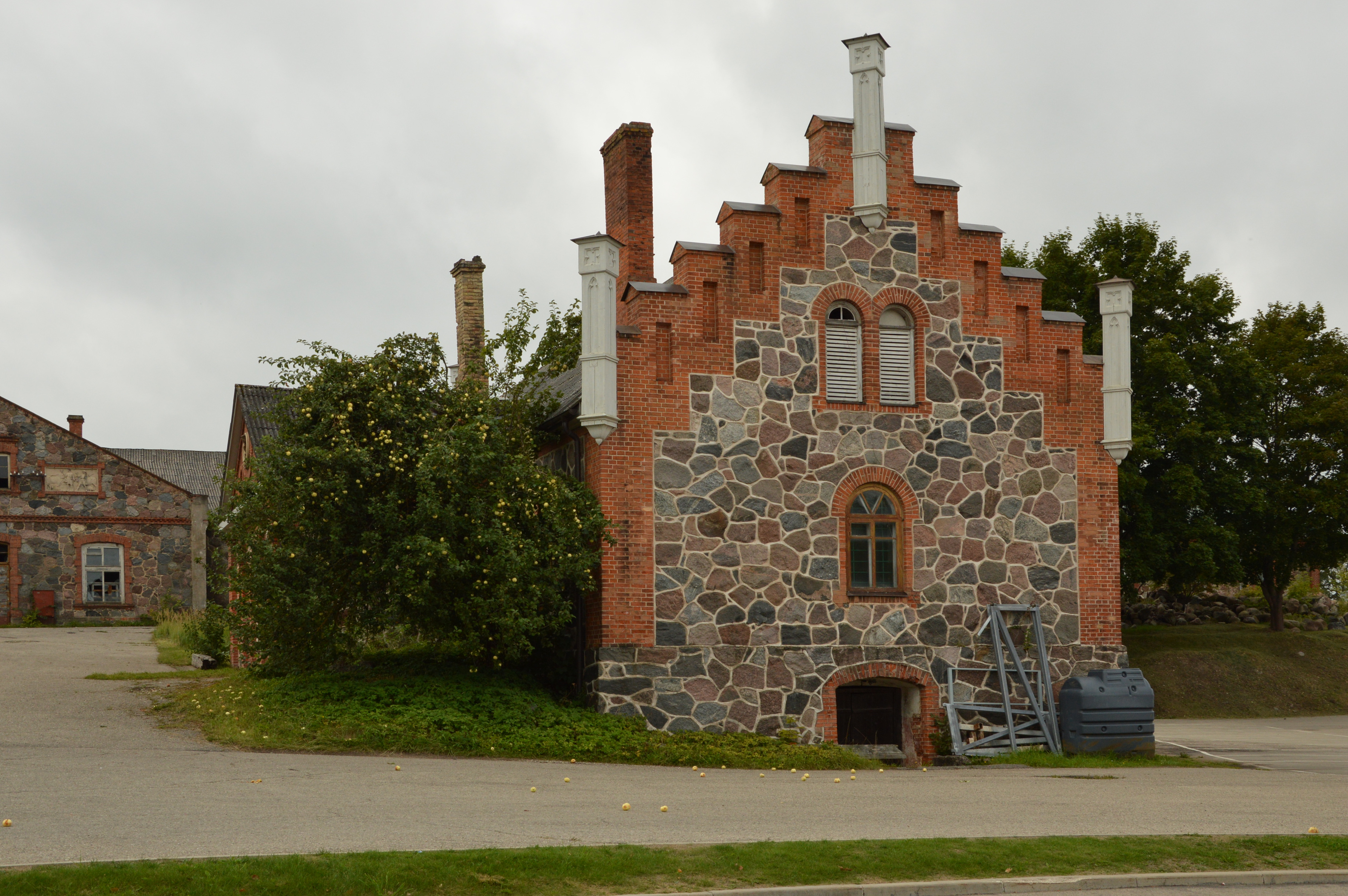
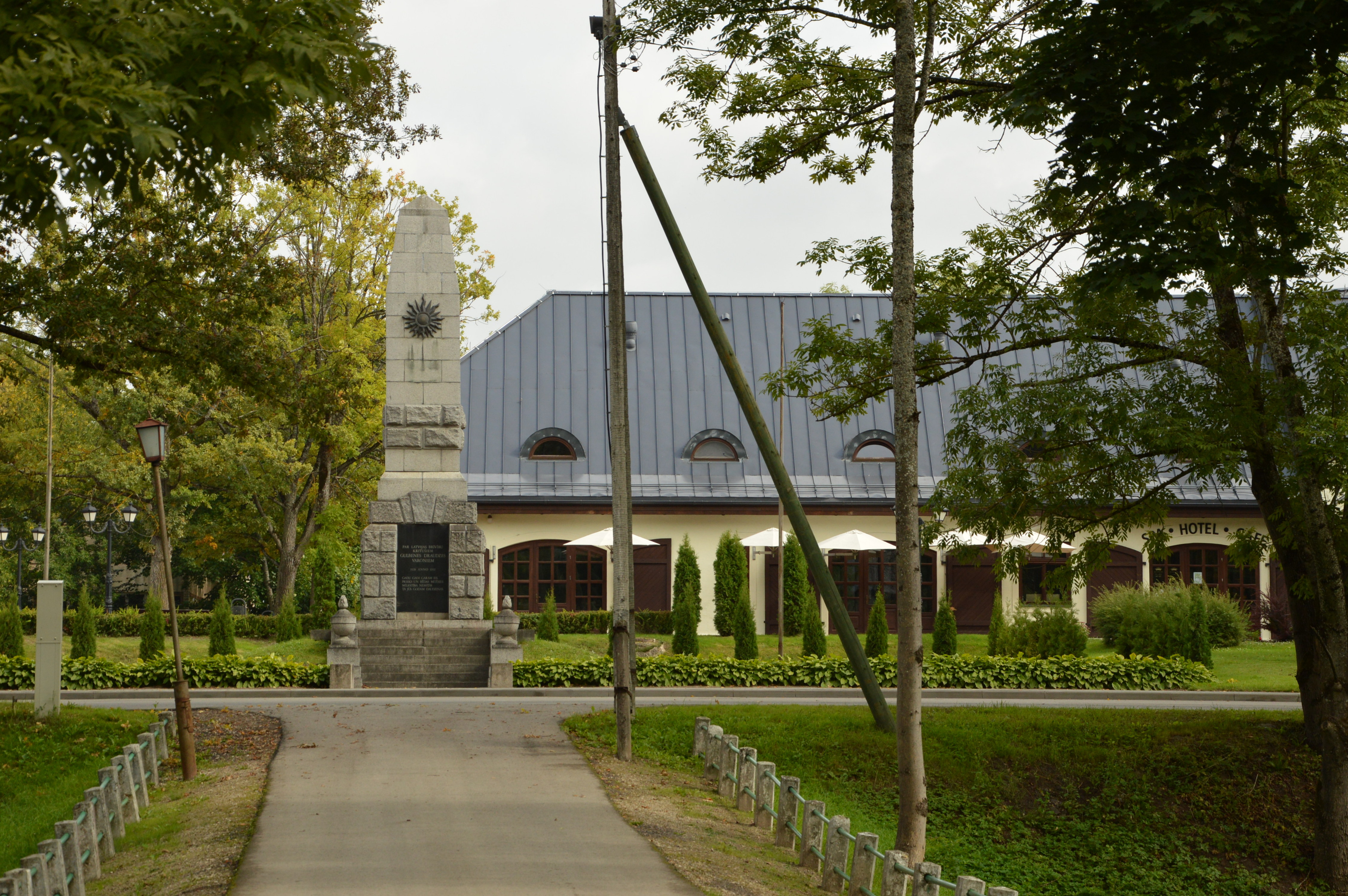
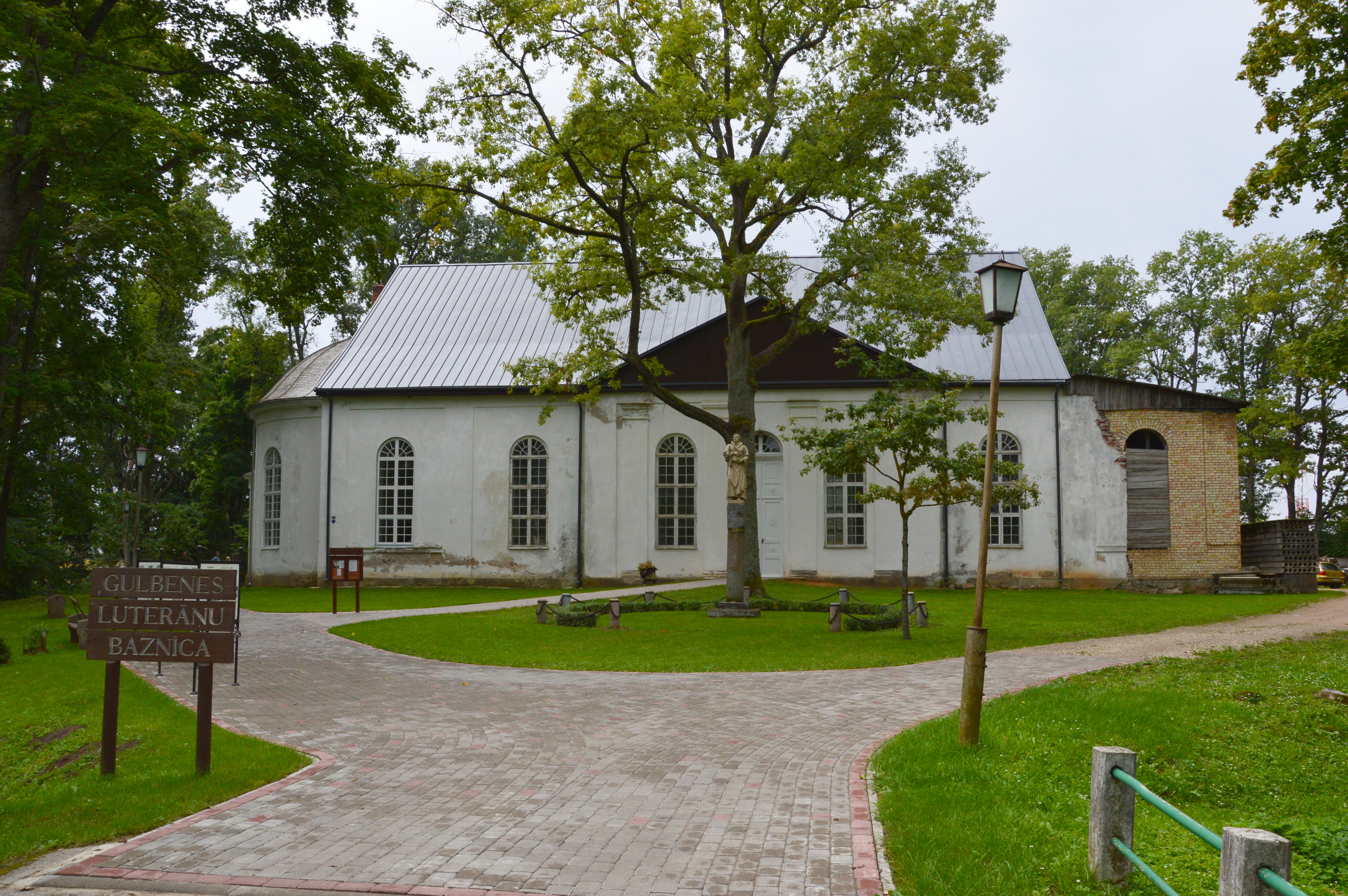

## Külső hivatkozások
- A város hivatalos honlapja Archiválva 2007. június 23-i dátummal a Wayback Machine-ben
- Az 1903-ban megnyitott Gulbene–Alūksne-vasútvonal honlapja (angol) Archiválva 2015. február 5-i dátummal a Wayback Machine-ben